# Olivier Caillas
Olivier Caillas (* 2. Dezember 1977 in Homburg) ist ein deutsch-französischer ehemaliger Fußballspieler und Fußballtrainer.

## Karriere
Der im Saarland geborene und aufgewachsene Sohn eines Franzosen und einer Deutschen kam über den SV Blickweiler zum FC 08 Homburg, wo er sich von der Jugend bis in die Regionalligamannschaft spielte. Nachdem er dort in zwei Jahren zwar immerhin auf 22 Ligaeinsätze gekommen war, aber keine Saison durchgespielt hatte, wechselte er zum 1. FC Saarbrücken. Dort etablierte er sich in der dritthöchsten Liga und schaffte mit dem FCS 2000 als Regionalligameister den Sprung in die 2. Bundesliga. Caillas entschied sich allerdings für einen Wechsel zum Zweitligakonkurrenten Alemannia Aachen.
Ab 2002 spielte er dann für die SpVgg Greuther Fürth, wo er fester Bestandteil der Mannschaft war und auch von seiner Mittelfeldposition aus torgefährlicher wurde. 2005 wagte er für ein Jahr den Ausflug nach Frankreich zum dortigen Zweitligisten Grenoble Foot 38, wo er sich aber nicht sonderlich wohl fühlte, auch wenn er dort Stammspieler war. Deshalb kehrte er zur Saison 2006/07 wieder nach Fürth zurück.
Im Juni 2007 wurde der Vertrag mit Fürth aufgelöst und er wechselte ablösefrei zum Zweitligaaufsteiger SV Wehen Wiesbaden. Dort konnte er sich jedoch nicht durchsetzen und ging bereits nach einem halben Jahr wieder. Ab dem 22. Januar 2008 war er bei Fortuna Düsseldorf unter Vertrag und für eineinhalb Jahre dort fester Bestandteil der Startelf zuerst in der Regionalliga Nord und nach der Qualifikation für die neu eingeführte eingleisige 3. Liga auch in dieser Spielklasse. 2009 erreichte er mit dem Verein den Aufstieg in die 2. Bundesliga, aber nach der Rückkehr in die zweithöchste Liga musste er erneut um seinen Platz im Team kämpfen. Am Ende der Spielzeit 2009/10 wurde ihm mitgeteilt, dass sein Vertrag bei Fortuna Düsseldorf nicht verlängert wird.
In der Saison 2010/11 stand Caillas im Kader des Drittligisten FC Rot-Weiß Erfurt, für den er am 28. August 2010 unter Trainer Stefan Emmerling im Spiel gegen den SV Babelsberg 03 sein Debüt gab und bei dem er in dieser Saison noch 30 weitere Male auf dem Platz stand und 3 Tore schoss. Im Jahr darauf musste er dann meist als linker Verteidiger aushelfen, hatte aber auch da seinen Stammplatz. Im April 2012 gaben er bekannt, dass er seinen auslaufenden Vertrag nach der Saison 2011/12 nicht mehr verlängern wird.
Am 24. Juni 2012 unterschrieb Caillas einen Vertrag beim FC Schalke 04, für dessen zweite Mannschaft er in der Regionalliga West spielte. Sein Debüt für seinen neuen Verein gab er am 4. August 2012 am ersten Spieltag im Spiel gegen den FC Kray. Sein erstes Tor für die Schalker erzielte er im Spiel gegen die Sportfreunde Lotte. Nach der Saison 2013/14 beendete er seine höherklassige Karriere und arbeitete bis 2015 in der Marketingabteilung des FC Schalke 04. Seit 2015 arbeitet er bei Nike Deutschland.
Außerdem besitzt Caillas die DFB Fußball A-Lizenz. Von Juni 2014 bis Juni 2016 war er Spielertrainer beim TuS Bösinghoven (seit 1. Juli 2015: TSV Meerbusch) in der Oberliga Niederrhein. Aktuell spielt er in der Traditionsmannschaft des FC Schalke 04.

## Erfolge
- Saarlandpokalsieger mit dem 1 FC Saarbrücken (1998/1999; 1999/2000)
- Aufstieg in die 2. Bundesliga 2000 mit dem 1. FC Saarbrücken
- Aufstieg in die 2. Bundesliga 2009 mit Fortuna Düsseldorf